# Беррінтон Дж. Бейлі
Баррінгтон Дж. Бейлі (9 квітня 1937 — 14 жовтня 2008) — англійський письменник-фантаст .

## Життєпис
Бейлі народився в Бірмінгемі, Англія,  і отримав освіту в Ньюпорті, графство Шропшир . Він працював на кількох посадах до того, як приєднався до Королівських ВПС у 1955 році; його перше опубліковане оповідання «Кінець комбата» Combat's End було надруковане роком раніше в журналі Vargo Statten . 
Наприкінці 1950-х років Бейлі подружився та часто співпрацював із Майклом Муркоком над оповіданнями, коміксами та оповіданнями, головним чином для Fleetway Publications, де він також був постійним автором текстових оповідань, таких як «The Astounding Jason Hyde» (передруковано Rebellion) . Події у 2022 році). Пізніше він писав науково-фантастичні оповідання для журналу «Нові світи» (англ. « New Worlds») і Муркока, який називав себе «тупим у партнерстві».   Він, Муркок і Джеймс Ґ. Баллард регулярно зустрічалися, і їхні дискусії та теорії призвели до розвитку Нової хвилі наукової фантастики. Його оповідання регулярно з’являлися в "Нові світи"  New Worlds, а потім і в різних антологіях New Worlds у м’якій палітурці.  За його першою книгою «Зоряний вірус» вийшло більше десятка інших романів; його спокійні, похмурі теми були названі як впливові на таких, як М. Джон Гаррісон,  Вільям С. Берроуз, Браян Стейблфорд, Брюс Стерлінг, Ієн Бенкс і Аластер Рейнольдс .  
Бейлі, який приїхав жити в Доннінгтон, Телфорд , помер 14 жовтня 2008 року  Протягом 2001 року він написав ескіз для продовження «Ока жаху» під попередньою назвою «Епоха пригод» .  Роман не був опублікований на момент його смерті, але поширювалися чутки та списки примірників, включаючи заяву про дату виходу в 2002 році та кількість сторінок 288. Книга все ще фігурує в списках його творів, включаючи бібліографію в електронних книгах творів Бейлі, випущених Gollancz SF Gateway . Його літературним маєтком керує Майкл Муркок.

## Премії
- Премія «Сеюн» 1984 року за «Одяг Каяна» як найкращий роман іноземною мовою
- Премія «Сеюн» 1985 року за «Зброя дзен» як найкращий роман іноземною мовою
- Опитування читачів «Інтерзони» 1989 року на «Найкращого наукового автора за всі часи»
- Премія «Сеюн» 1990 року за «Зіткнення з Хроносом» як найкращий роман іноземною мовою
- 1995 Опитування читачів «Інтерзони» щодо гностичних закінчень у категорії Художня література
- 1997 Премія Британської асоціації наукової фантастики за «Краб, який потрібно спробувати» в категорії «Коротка фантастика».
- 2001 Опитування читачів Interzone для The Worms of Hess у категорії «Художня література»

## Творчість
Бейлі використовував псевдоніми С. Беррінтон Бейлі,  П. Ф. Вудс, Дж. Беррінтон Бейлі, Алан Омбрі, Майкл Беррінгтон, Саймон Барклі та Джон Даймонд.

### Романи
| Ім'я                                                  | рік               | Коментарі                                                    |
| ----------------------------------------------------- | ----------------- | ------------------------------------------------------------ |
| Зоряний вірус (англ. «The Star Virus»)                | 1970 рік          | розширена версія однойменного оповідання 1964 року           |
| Фактор анігіляції (англ. «Annihilation Factor»)       | 1972 рік          | розширення "The Patch" з 1964 року                           |
| Імперія двох світів (англ. «Empire of Two Worlds»)    | 1972 рік          | Collision Course (Bayley novel)                              |
| Курс на зіткнення (англ. «Collision Course»)          | 1973 рік          | він же Зіткнення з Хроносом (англ. «Collision with Chronos») |
| Падіння Хронополіса (англ. «The Fall of Chronopolis») | 1974 рік          |                                                              |
| Душа робота (англ. «The Soul of the Robot»)           | 1974 рік          |                                                              |
| Вбрання Каяна (англ. «The Garments of Caean»)         | 1976 рік          |                                                              |
| Велике колесо (англ. «The Grand Wheel»)               | 1977 рік          |                                                              |
| Зоряні вітри (англ. «Star Winds»)                     | 1978 рік          |                                                              |
| Стовпи Вічності (англ. «The Pillars of Eternity»)     | 1982 рік          |                                                              |
| Зброя дзен (англ. «The Zen Gun»)                      | 1983 рік          |                                                              |
| Пелдайнський ліс (англ. «The Forest of Peldain»)      | 1985 рік          |                                                              |
| Жезл світла (англ. «The Rod of Light»)                | 1985 рік          |                                                              |
| Око жаху (англ. «Eye of Terror»)                      | 1999 рік (уривки) | Роман Вогаммер 40 000-го року                                |
| Грішники Ерспії (англ. «The Sinners of Erspia»)       | 2002 рік          |                                                              |
| Велике зволоження (англ. «The Great Hydration»)       | 2002 рік          |                                                              |

### Збірки
| Ім'я        | рік      | як              | Коментарі                     |
| ----------- | -------- | --------------- | ----------------------------- |
| Лицарі меж  | 1978 рік | Беррінтон Бейлі | Збірка з дев'яти оповідань    |
| Насіння зла | 1979 рік |                 | Збірка з тринадцяти оповідань |

### Твори короткої форми
- «Кінець комбата» (Combat's End, він же «Cosmic Combatants») (1954)
- * «Холодна смерть» (1955)
- * «Останній пост» (1955)
- * «Люб'язні мандрівники» (1955)
- * «Угода» (1955)
- * «Призначені мученики» (1955)
- * «Втікач» (1956)
- * «Неохоча смерть» (1956)
- * «Консолідація» (1959)
- * «Мир на Землі» (з Майклом Муркоком) (1959)
- «Танк» (1961)
- * «Вершники радіусу» (1962)
- * «Подвійний час» (1962)
- * «Великий звук» (1962)
- * «Корабель, який плавав океаном космосу» (він же «Рибалка») (1962)
- * «Окремий політ» (1963)
- * «Flux» (з Майклом Муркоком) (1963)
- * «Природна оборона» (1963)
- * «Відповідний візит» (1963)
- «Прощай, любий брате» (1964)
- * «The Countenance» (1964)
- «Цілісність» (1964)
- * «Зоряний вірус» (1964)
- * «The Patch» (1964)
- * «Усі люди короля» (1965)
- * «Корабель катастрофи» (1965)
- * «Реакціонер» (1965)
- * «Котяча лапа» (1965)
- * «Смак загробного життя» (разом з Чарльз Плетт) (1966)
- * «Допомога ні до чого» (1967)
- * «Проблема чотирьох кольорів» (1971)
- * «Вихід з міста 5» (1971)
- * «Людина в дорозі» (1972)
- «Дослідження космосу» (1972)
- * «Насіння зла» (1973)
- * «Планета мутацій» (1973)
- «Перевантаження» (1973) * «Я і мій антроноскоп» (1973)
- «Непристосованість» (1974)
- «Бджоли знань» (1975)
- * «Кабінет Олівера Нейлора» (1976)
- * «Проблема випромінювання Морлі» (1978)
- * «Виправданий Рим» (1978)
- * «Sporting with the Chid» (1979)
- * «Життєва пастка» (1979)
- * «Ідеальне кохання» (1979)
- «Нескінченний прожектор» (1979)
- * «Помста чарівника Вазо» (1979)
- * «Божа зброя» (1979)
- * «Вічний рекет» (1980)
- * «The Ur-Plant» (1983)
- * «Ескапістська література» (1985)
- * «Коли вони запитали його, що станеться» (1988)
- * «Корабель смерті» (1989)
- * "Чіпляйтеся за кривизну!" (1989)
- * «Томмі Аткінс» (1989)
- * «Смерть Арлетт» (1989)
- * «Фобея» (з Шоном Бейлі) (1990)
- * «Галіматіас» (1990)
- * «Культурний шок» (1990)
- * «Світло» (1991)
- * «Спогад» (1991)
- * «Не залишай мене» (1992)
- «Доктор Пінтер на міфологічних островах» (1992)
- * «Навіщо жити? Мріяти!» (1992)
- * «Війни Квідіті» (1992)
- * «Театр в небі» (1992)
- * «Тут у будинок Венді» (1993)
- * «Кохання у зворотному просторі» (1994)
- * «Gnostic Endings: Flight to the Hypercosmos» (1994)
- * «На виступі» (1994)
- * «Геть звідси» (1995)
- * «Дуель серед винозелених сонць» (з Майклом Муркоком) (1995) * «Острів доктора Ромео» (1995)
- * «Краб повинен спробувати» (1996)
- * "The Crear" (1996)
- * «Діти імператора» (Warhammer 40K) (1998)
- * «Життя Ферага Лева-Вовка» (Warhammer 40K) (1999)
- * «The Sky Tower» (2000)
- * «Битва археозаврів» (Warhammer 40K) (2000)
- * «Планета стеркоразаврів» (2000)
- * "Hive Fleet Horror" (Warhammer 40K) (2000)
- * «Черви Гесса» (2000)
- * «Повстання мобільних» (2000)
- * «Це був коханець і його дівчина» (2001)
- * «Домі» (2001)
- * «The Multiplex Fixative» (2003)
- * «Партійна смарт-карта» (2006)
- * «Мурашний гендерний розлад» (2008)